# Ernst Kornemann
Ernst Kornemann (Rosenthal, 11 ottobre 1868 – Monaco di Baviera, 4 dicembre 1946) è stato uno storico tedesco.

## Biografia
Studiò a Gießen (1878-1889) e a Berlino (1889-1892), e prese il dottorato in filosofia nel 1891. Divenne privatdocent di storia antica a Giessen (1892) e poi professore a Tubinga (1902). Con il Dr. Lehmann-Haupt,  fondò il periodico Klio, dedicato alla storia antica.

## Opere
- 1891 De civibus Romanis in provinciis imperii consistentibus.
- 1896 Die historische Schriftstellerei des Consuls Asinius Pollio.
- 1903 Zur Geschichte der Graechenzeit.
- 1904 Die neue Livius-Epitome aus Oxyrhynchus.
- 1905 Kaiser Hadrian und der letzte grosse Historiker von Rom.
- 1912 Priesterkodex in der Regia und die Entstehung der altrömische Pseudogeschichte.
- 1921 Mausoleum und Tatenbericht des Augustus, Leizpg: Teubner.
- 1923 Einleitung in die Altertumswissenschaft (editato da Alfred Gercke con Eduard Norden; Bd. 3, Halbband 2).
- 1926 Vom antiken Staat, Berlin: Ferdinand Hirt.
- 1927 Die Stellung der Frau in der vorgriechischen Mittelmeerkultur, Heidelberg: C. Winter.
- 1929 Staat und Wirtschaft, Breslau: M.& H. Marcus.
- 1929 Neue Dokumente zum lakonischen Kaiserkult, Breslau: M.& H. Marcus.
- 1930 Doppelprinzipat und Reichsteilung im Imperium Romanum, Leipzig: Teubner.
- 1934 Staaten, Völker, Männer, Leipzig: Dieterich.
- 1934 Die unsichtbaren Grenzen des Römischen Kaiserreiches, Budapest: Ungarische Akademie der Wissenschaften.
- 1937 Augustus, Breslau: Priebatsch's Buchhandlung.
- 1941 Das Imperium Romanum, Breslau: Korn.
- 1942 Große Frauen des Altertums, Leipzig: Dieterich.
- 1943 Gestalten und Reiche, Leipzig: Dieterich.
- 1946 Tacitus, Wiesbaden: Dieterich.
- 1947 Das Prinzipat des Tiberius und der "Genius Senatus", München: Verlag der Bayerischen Akademie des Wissenschaften.
- 1949 Weltgeschichte des Mittelmeerraumes. Von Philipp II. von Makedonien bis Muhammed, edition of Hermann Bengtson (Teilabdruck 1978: Geschichte der Spätantike).